# Thử thách cực đại
Thử Thách Cực Đại (Infinite Challenge, tiếng Hàn: 무한도전; Hanja: 無限挑戰; Romaja: Muhan Dojeon; McCune–Reischauer: Vô Hạn Thao Chiến; gọi tắt là 무도 Mudo) là một chương trình truyền hình thực tế của Hàn Quốc, được sản xuất và phát sóng trên kênh truyền hình MBC. Tại một cuộc khảo sát vào tháng 1 năm 2013, khoảng 13% đến 17% người dân Hàn Quốc xem chương trình trên TV (không tính số người xem online), trở thành chương trình cộng đồng được xem nhiều nhất vào thứ bảy. Thử Thách Cực Đại là chương trình tạp kỹ thực tế đầu tiên của Hàn Quốc, mệnh danh là chương trình quốc dân sau khi đã phát sóng hơn 10 năm.

## Danh sách tập
Xem thêm: Danh sách tập của chương trình Infinite Challenge

## Nội dung nổi bật
Thử Thách Cực Đại được công nhận là "chương trình tạp kỹ thực tế đầu tiên" của Hàn Quốc, vì chương trình không có một định dạng và nội dung nhất định so với các chương trình truyền hình bấy giờ. Những thử thách chương trình đưa ra rất ngớ ngẩn và vô lý, không thể thực hiện nên khá phù hợp với khía cạnh hài hước hơn là thực tế. Mục tiêu của chương trình là 3-D: Dirty (bẩn bựa), Dangerous (nguy hiểm), và Difficult (khó khăn).

### Hài kịch tình huống
- "Công ty Muhan" - một trong những màn hài kịch tình huống nổi bật của chương trình và được thực hiện khá thường xuyên, khác hoàn toàn so với kịch bản "thực tế" của chương trình. Ở phần này, các thành viên đóng vai nhân viên của một công ty hư cấu mang tên Vô hạn (Muhan), mà tính cách của những nhân viên này được xây dựng theo tính cách thật ngoài đời của các thành viên. Ban đầu đây chỉ là một skit nhỏ trong tập mừng Haha trở lại (tập 199), nhưng sau đó được phát triển thành một câu chuyện dài đến nhạc kịch.
- "Myungsoo 12 tuổi" - đứng thứ nhất trong bảng xếp hạng nhân vật huyền thoại được khán giả bình chọn, tương tự như Công ty Muhan, bắt đầu từ một yêu cầu của Park Myungsoo - người đã trải qua những năm tháng tuổi thơ không niềm vui, thời gian quay trở lại năm 1982, khi Myungsoo chỉ mới 12 tuổi, cậu gặp những người bạn là các thành viên, cùng nhau chơi các trò chơi thời ấy, cùng nhau hát những bài đồng ca.
- "Bản tin Muhan" - khi có thông báo về một sự kiện nào đò, một phân đoạn Bản tin Muhan sẽ được thực hiện. Yoo Jae-suk là phát thanh viên chính của bản tin, đa phần các tin tức đời thường của các thành viên, tin tức và các bài báo viết về họ. Chỉ xoáy vào khía cạnh hài hước chứ không phải bản tin thật sự.

### Dự án dài kì
- "Bầu cử" - tất cả bắt đầu bằng việc Park Myungsoo yêu cầu Thử Thách Cực Đại có một nhà lãnh đạo mới vào năm 2008 (tức MC chính của chương trình Yoo Jae-suk), các thành viên đã tiến hành bỏ phiếu tại một mỏ khí tự nhiên gần Ulsan vào ngày 31 tháng 12 năm 2007 (tập 87).[7] Đến năm 2014, chương trình tiến một cuộc bầu cử với quy mô khắp cả nước, như một cuộc bầu của tổng thống thật sự với lời hứa, chiến dịch quảng bá, kêu gọi bầu chọn từ người dân. Qua nhiều hình thức bỏ phiếu kín và bình chọn qua mạng, Yoo Jaesuk chiến thắng với 29% ở lần một nhưng lại thua Noh Hong-chul với 44% vào lần hai. Vì vậy 3 thành viên còn lại (Jung Jun-ha, Haha, Park Myung-soo) đã từ bỏ quyền tham gia, đổ tổng phiếu bầu của cả ba vào Jung Hyung-don nhằm ngăn cản Yoo Jae-suk và Noh Hong-chul trở thành lãnh đạo.

Hơn 50.000 người bỏ phiếu kín tại 10 địa điểm lớn của Hàn Quốc (Seoul, Incheon, Daejeon, Daegu, Ulsan, Gwangju, Busan, Jeju, Chuncheon, và Jeonju). Hơn 34.000 người đã bỏ phiếu sơ bộ vào trước ngày bầu cử chính thức 5 ngày. 363.047 người đã tham gia bình chọn trên internet.
Yoo Jae-suk đã chiến thắng đợt bầu cử này trước Noh Hong-chul, trở thành nhà lãnh đạo của Thử Thách Cực Đại trong 10 năm tiếp theo.
- "Đại nhạc hội" - dự án này được bắt đầu vào năm 2007, người chiến thắng là Haha với "The Story of a Short Kid (키작은 꼬마 이야기)". Cứ hai năm một lần, đại nhạc hội bắt đầu, mỗi thành viên sẽ hợp tác cùng một nghệ sĩ và trình diễn trên sân khấu.

| Năm  | Đại nhạc hội                                                  | Đội                                                             | Bài hát | Kết quả   |
| ---- | ------------------------------------------------------------- | --------------------------------------------------------------- | --- | --------- |
| 2009 | Olympic Expressway Duet Song Festival (올림픽대로 듀엣가요제) | Yoo Jae-suk & Tiger JK, Yoon Mi-rae (Future Liger)              | "Let's Dance" LIVE | Đoạt giải |
| 2009 | Olympic Expressway Duet Song Festival (올림픽대로 듀엣가요제) | Jun Jin & Lee Jung Hyun (Charisma)                              | "Senorita" LIVE | Giải vàng |
| 2009 | Olympic Expressway Duet Song Festival (올림픽대로 듀엣가요제) | Hyung Don & Epik High (Three people pig face)                   | "Barbeque" LIVE | Giải bạc  |
| 2009 | Olympic Expressway Duet Song Festival (올림픽대로 듀엣가요제) | Noh Hong-chul & No Brain (Dol Brain)                            | "Heat-Stroke Sea Gull" LIVE | Giải đồng |
| 2009 | Olympic Expressway Duet Song Festival (올림픽대로 듀엣가요제) | Park Myeong-su & Jessica (Myung-ca Drive)                       | "Naengmyun" LIVELIVE M-CORELIVE MBC AWARD                                                                                        | Đề cử     |
| 2009 | Olympic Expressway Duet Song Festival (올림픽대로 듀엣가요제) | Jeong Jun-ha & After School (After Shaving)                     | "Youngkye Baeksook" LIVE | Đề cử     |
| 2009 | Olympic Expressway Duet Song Festival (올림픽대로 듀엣가요제) | Gil & YB (band)                                                 | "I'm Cool" LIVE | Đề cử     |
| 2011 | West Coast Expressway Song Festival (서해안고속도로 가요제)   | Yoo Jae-suk & Lee Juck (Sagging Snail)                          | "Apgujeong Nallari" (압구정 날라리) LIVE                                                                                         | Đoạt giải |
| 2011 | West Coast Expressway Song Festival (서해안고속도로 가요제)   | Yoo Jae-suk & Lee Juck (Sagging Snail)                          | "As I Say" LIVE |           |
| 2011 | West Coast Expressway Song Festival (서해안고속도로 가요제)   | Park Myeong-su & G-Dragon (GG) feat. Park Bom                   | "I Cheated" LIVE | Đoạt giải |
| 2011 | West Coast Expressway Song Festival (서해안고속도로 가요제)   | Jeong Jun-ha & Sweet Sorrow (Sweet Nasal Sorrow)                | "Will You Give Your Affection?" LIVE                                                                                             | Đoạt giải |
| 2011 | West Coast Expressway Song Festival (서해안고속도로 가요제)   | Noh Hong-chul & Psy (Cheolssa)                                  | "Shake It" LIVE | Đoạt giải |
| 2011 | West Coast Expressway Song Festival (서해안고속도로 가요제)   | Haha & 10cm (Sentimental Haha)                                  | "Do You Wanna Die or Date Me?" LIVE                                                                                              | Đoạt giải |
| 2011 | West Coast Expressway Song Festival (서해안고속도로 가요제)   | Gil & Bada (Sea Route)                                          | "The Song That Only I can Sing" LIVE                                                                                             | Đoạt giải |
| 2011 | West Coast Expressway Song Festival (서해안고속도로 가요제)   | Jeong Hyeong-don & Jung Jae-hyung (Parasian)                    | "The Innocent Macho" LIVE | Đoạt giải |
| 2013 | Freeway Song Festival (자유로 가요제)                         | Jeong Jun-ha & Kim C (Double Play) ft. Lee So Ra & Beenzino     | "Things That Will Float Away" LIVE                                                                                               | Hạng 5    |
| 2013 | Freeway Song Festival (자유로 가요제)                         | Jeong Hyeong-don & G-Dragon (Hyung Yong Don Jyeong) ft. Defconn | "Trying To Do It" LIVE | Hạng 2    |
| 2013 | Freeway Song Festival (자유로 가요제)                         | Yoo Jae-suk & Yoo Hee-yeol (How Do Yoo Dul) ft. & Kim Jo-han    | "Please Don't Go My Girl" LIVE                                                                                                   | Hạng 3    |
| 2013 | Freeway Song Festival (자유로 가요제)                         | Park Myeong-su & Primary (Leech) ft. Dynamic Duo's Gaeko        | "I got C" Ca khúc đã bị tố đạo nhạc và MBC đã cài đặt quyền riêng tư cho bản live chính thức. LIVE in 무한도전: Season 354 clips | Hạng 1    |
| 2013 | Freeway Song Festival (자유로 가요제)                         | Noh Hong-chul & Rose Motel (Rose Chin)                          | "Call Me Your Oppa" LIVE | Hạng 4    |
| 2013 | Freeway Song Festival (자유로 가요제)                         | Haha with Kiha & The Faces (Seventy Finger)                     | "Super Jab-Cho Man (Grassman)" LIVE                                                                                              | Hạng 8    |
| 2013 | Freeway Song Festival (자유로 가요제)                         | Gil & BoA (G.A.B)                                               | "G.A.B" LIVE | Hạng 7    |
| 2013 | Freeway Song Festival (자유로 가요제)                         | Tất cả thành viên của Infinite Challenge                        | "Here We Are" LIVE | Hạng 6    |
| 2015 | Yeongdong Expressway Song Festival (영동고속도로 가요제)      | Hwang Kwanghee & G-Dragon & Taeyang (Hwangtaeji)                | "Mapsosa" LIVE | Hạng 2    |
| 2015 | Yeongdong Expressway Song Festival (영동고속도로 가요제)      | Park Myeong-su & IU (EU God-G isn't EU)                         | "Leon" LIVE | Hạng 1    |
| 2015 | Yeongdong Expressway Song Festival (영동고속도로 가요제)      | Haha & Zion.T (Eutteugeottasi)                                  | "$ponsor" LIVE | Hạng 3    |
| 2015 | Yeongdong Expressway Song Festival (영동고속도로 가요제)      | Park Myeong-su & G-Dragon (GG) feat.IU                          | "I Cheated" LIVE |           |
| 2015 | Yeongdong Expressway Song Festival (영동고속도로 가요제)      | Haha                                                            | "Story of a Short Kid"(키 작은 꼬마 이야기) LIVE                                                                                 |           |
| 2015 | Yeongdong Expressway Song Festival (영동고속도로 가요제)      | Yoo Jae-suk & Lee Juck (Sagging Snail)                          | "As I Say"(말하는 대로) LIVE |           |
| 2015 | Yeongdong Expressway Song Festival (영동고속도로 가요제)      | Jeong Jun-ha & Yoon Sang of OnePiece (Sangjuna)                 | "My Life" LIVE | Hạng 6    |
| 2015 | Yeongdong Expressway Song Festival (영동고속도로 가요제)      | Yoo Jae-suk & Park Jin-young (Dancing Genome)                   | "I’m So Sexy" LIVE | Hạng 7    |
| 2015 | Yeongdong Expressway Song Festival (영동고속도로 가요제)      | Jeong Hyeong-don & Hyukoh (The 5 Emperors)                      | "Wonderful Barn" LIVE | Hạng 4    |